# La Neuville-Housset
La Neuville-Housset é uma comuna francesa na região administrativa de Altos da França, no departamento de Aisne. Estende-se por uma área de 4,99 km². Em 2010 a comuna tinha 68 habitantes (densidade: 13,6 hab./km²).